# Жан-Батист-Гамблер 183
Жан-Батист-Гамблер 183 (англ. Jean Baptiste Gambler 183) — індіанська резервація в Канаді, у провінції Альберта, у межах муніципального району Лессер-Слейв-Рівер № 124.

## Населення
За даними перепису 2016 року, індіанська резервація нараховувала 253 особи, показавши скорочення на 0,4%, порівняно з 2011-м роком. Середня густина населення становила 132,9 осіб/км².
З офіційних мов обидвома одночасно не володів жоден з жителів, тільки англійською — 250, а 5 — жодною з них. Усього 95 осіб вважали рідною мовою не одну з офіційних, з них усі — одну з корінних мов.
Працездатне населення становило 37,8% усього населення, рівень безробіття — 21,4%.

## Клімат
Середня річна температура становить 1°C, середня максимальна – 20,2°C, а середня мінімальна – -23,7°C. Середня річна кількість опадів – 470 мм.
| Клімат поселення                              | Клімат поселення | Клімат поселення | Клімат поселення | Клімат поселення | Клімат поселення | Клімат поселення | Клімат поселення | Клімат поселення | Клімат поселення | Клімат поселення | Клімат поселення | Клімат поселення | Клімат поселення |
| Показник                                      | Січ.             | Лют.             | Бер.             | Квіт.            | Трав.            | Черв.            | Лип.             | Серп.            | Вер.             | Жовт.            | Лист.            | Груд.            |                  |
| Середній максимум, °C                         | −11,28           | −6,4             | −0,84            | 8,54             | 14,70            | 19,48            | 20,18            | 19,46            | 14,28            | 8,84             | −1,07            | −9,34            |                  |
| Середня температура, °C                       | −17,47           | −12,58           | −7,04            | 2,34             | 8,52             | 13,30            | 15,68            | 14,97            | 9,78             | 4,34             | −5,57            | −13,84           |                  |
| Середній мінімум, °C                          | −23,68           | −18,77           | −13,23           | −3,84            | 2,34             | 7,10             | 11,18            | 10,47            | 5,28             | −0,16            | −10,07           | −18,34           |                  |
| Норма опадів, мм                              | 24               | 17               | 18               | 21               | 44               | 80               | 100              | 65               | 41               | 21               | 18               | 21               |                  |
| Середньомісячна швидкість вітру, м/с          | 3.10             | 3.03             | 3.28             | 3.50             | 3.56             | 3.18             | 3.00             | 3.00             | 3.08             | 3.50             | 3.26             | 3.23             |                  |
| Середньомісячна сонячна радіація, кДж/м²·день | 2968             | 6230             | 11674            | 17122            | 20619            | 22009            | 21694            | 17774            | 11822            | 6673             | 3279             | 2059             |                  |
| --------------------------------------------- | ---------------- | ---------------- | ---------------- | ---------------- | ---------------- | ---------------- | ---------------- | ---------------- | ---------------- | ---------------- | ---------------- | ---------------- | ---------------- |
| Джерело:                                      |                  |                  |                  |                  |                  |                  |                  |                  |                  |                  |                  |                  |                  |